# 卢克·钱伯斯
勞基·張伯斯（英語：Luke Chambers，1985年9月28日—）出生於英格蘭東部北安普敦郡凱特靈（Kettering），是一名足球員，司職中堅，亦可擔任右閘，出身家鄉球隊諾咸頓，成名於諾定咸森林，現時效力英冠球會葉士域治。

## 榮譽

### 球會
諾咸頓
- 英格蘭足球乙級聯賽亞軍：2005/06年（升班英甲）；

諾定咸森林
- 英格蘭足球甲級聯賽亞軍：2007/08年（升班英冠）；

### 個人
諾定咸森林
- 年度最佳球員：2010/11年；

## 外部連結
- 諾定咸森林官網簡歷
- 足球数据库：勞基·張伯斯的球员统计数据